# Christian Witzig
Christian Witzig (Münsterlingen, 9 gennaio 2001) è un calciatore svizzero, centrocampista del San Gallo.

## Carriera

### Club
Cresciuto nel settore giovanile del San Gallo, debutta in prima squadra il 27 novembre 2021, in occasione dell'incontro di Super League perso per 3-1 contro il Sion. Realizza la sua prima rete in campionato il 28 agosto 2022, nell'incontro vinto per 2-3 contro il Lugano.

### Nazionale
Ha giocato nelle nazionali giovanili svizzere Under-15, Under-16 ed Under-17.
Il 3 ottobre 2024 è stato convocato per la prima volta in nazionale maggiore, con cui ha esordito dodici giorni dopo nel pareggio per 2-2 in Nations League contro la Danimarca.

## Statistiche

### Presenze e reti nei club
Statistiche aggiornate al 10 aprile 2023.
| Stagione         | Squadra          | Campionato       | Campionato | Campionato | Coppe nazionali | Coppe nazionali | Coppe nazionali | Coppe continentali | Coppe continentali | Coppe continentali | Altre coppe | Altre coppe | Altre coppe | Totale | Totale |
| Stagione         | Squadra          | Comp             | Pres       | Reti       | Comp            | Pres            | Reti            | Comp               | Pres               | Reti               | Comp        | Pres        | Reti        | Pres   | Reti   |
| ---------------- | ---------------- | ---------------- | ---------- | ---------- | --------------- | --------------- | --------------- | ------------------ | ------------------ | ------------------ | ----------- | ----------- | ----------- | ------ | ------ |
| 2021-2022        | San Gallo        | ASL              | 2          | 0          | CS              | 0               | 0               |                    | -                  | -                  |             | -           | -           | 2      | 0      |
| 2022-2023        | San Gallo        | ASL              | 23         | 1          | CS              | 4               | 1               |                    | -                  | -                  |             | -           | -           | 27     | 2      |
| Totale San Gallo | Totale San Gallo | Totale San Gallo | 25         | 1          |                 | 4               | 1               |                    | -                  | -                  |             | -           | -           | 29     | 2      |
| Totale carriera  | Totale carriera  | Totale carriera  | 25         | 1          |                 | 4               | 1               |                    | -                  | -                  |             | -           | -           | 29     | 2      |

### Cronologia presenze e reti in nazionale
| Cronologia completa delle presenze e delle reti in nazionale ― Svizzera | Cronologia completa delle presenze e delle reti in nazionale ― Svizzera | Cronologia completa delle presenze e delle reti in nazionale ― Svizzera | Cronologia completa delle presenze e delle reti in nazionale ― Svizzera | Cronologia completa delle presenze e delle reti in nazionale ― Svizzera | Cronologia completa delle presenze e delle reti in nazionale ― Svizzera | Cronologia completa delle presenze e delle reti in nazionale ― Svizzera | Cronologia completa delle presenze e delle reti in nazionale ― Svizzera |
| Data                                                                    | Città                                                                   | In casa                                                                 | Risultato                                                               | Ospiti                                                                  | Competizione                                                            | Reti                                                                    | Note                                                                    |
| ----------------------------------------------------------------------- | ----------------------------------------------------------------------- | ----------------------------------------------------------------------- | ----------------------------------------------------------------------- | ----------------------------------------------------------------------- | ----------------------------------------------------------------------- | ----------------------------------------------------------------------- | ----------------------------------------------------------------------- |
| 15-10-2024                                                              | San Gallo                                                               | Svizzera                                                                | 2 – 2                                                                   | Danimarca                                                               | UEFA Nations League 2024-2025 - 1º turno                                | -                                                                       | 89’                                                                     |
| Totale                                                                  |                                                                         | Presenze                                                                | 1                                                                       |                                                                         | Reti                                                                    | 0                                                                       |                                                                         |